# Pandelis Prewelakis
Pandelis Prewelakis (ur. 18 lutego 1909 w Retimno, zm. 15 marca 1986 w Ekali) – grecki pisarz i tłumacz.

## Życiorys
W Retimno (na Krecie) ukończył szkołę średnią, a następnie studiował filologię na uniwersytecie w Atenach. W czasie studiów nawiązał kontakty ze środowiskiem literatów i rozpoczął działalność literacką, wydając, w 1928 roku, pierwszy tomik wierszy. Później studiował na Sorbonie.
W latach 1939–1973 był wykładowcą w ateńskiej Akademii Sztuk Pięknych, skąd odszedł na skutek konfliktów politycznych.
Obok Nikosa Kazandzakisa, swojego przyjaciela z czasów studiów, jest najczęściej tłumaczonym pisarzem nowogreckim.
W latach 1939–1941 opublikował swoje główne dzieła poetyckie. Pierwszą ważną książką napisaną prozą była, wydana w 1938 roku, Kronika pewnego miasta, opisująca historię rodzinnego miasta pisarza, Retimno. Inne ważne książki Prevalakisa to:
- Spustoszona Kreta (1945) o powstaniu kreteńskim
- Trylogia Kreteńczyk: Drzewo (1948), Pierwsza wolność (1949), Ustrój (1950)
- Trylogia Drogi twórczości: Słońce śmierci (1959), Głowa meduzy (1963), Chleb aniołów (1966)
- Anioł w studni (1970)

Jego dorobek pisarski liczy 11 powieści, 3 tomiki wierszy, poemat Neos Erotokritos (Νέος Ερωτόκριτος) i 9 sztuk scenicznych.
Tłumaczył dzieła Moliera, Calderona, Machiavellego oraz klasyków starogreckich.
Z powodów politycznych odmówił przyjęcia nagrody państwowej (w wysokości miliona drahm) oraz członkostwa w Akademii Ateńskiej. Jego pomnik stoi przed ratuszem w Retimno.